# Флойд, Джон
Джон Бью́кенен Фло́йд (англ. John Buchanan Floyd; 1 июня 1806, Блэксберг — 26 августа 1863, Абингдон, Виргиния) — 31-й губернатор штата Виргиния, военный министр США, генерал армии Конфедерации во время Гражданской войны в США, потерявший критически важный форт Донелсон во время сражения за него.

## Биография

### Ранние годы
Джон Бьюкенен Флойд родился в Блэксберге, штат Вирджиния 1 июня 1806 (по другим данным 1807) года в семье вирджинского политика Джона Флойда-старшего (1770—1837), представителя Конгресса с 1817 по 1829 год и губернатора Вирджинии с 1830 года до 1834 года. Джон-младший окончил Университет Южной Каролины в 1826 году, затем прожил три года в Арканзасе (потом вновь уехал туда в 1836 году), где работал юристом в Вашингтонском округе штата Арканзас и занимался сельским хозяйством.

### Начало политической карьеры
Флойд служил в различных органах законодательной власти с 1847 года по 1849 год был членом законодательного собрания Вирджинии, а затем, как и ранее его отец, занял пост губернатора Вирджинии и пробыл им до 1852 года, где проявил себя сторонником системы рабовладения. С 1853 года снова работал в законодательном собрании Вирджинии.
В 1856 году Флойд стал членом коллегии выборщиков будущего 15-го президента США от партии демократов Джеймса Бьюкенена, который после своей победы сделал Флойда в 1857 году военным министром США. На этом посту Флойд продемонстрировал своё несоответствие должности и осенью 1860 года, ещё до окончания срока президентства Бьюкенена, ушёл в отставку и вернулся в Абингдон.

### Обвинения в коррупции
Находясь на посту военного министра, Флойд, симпатизируя южным рабовладельческим штатам, способствовал их первоочерёдному наполнению военными припасами и оружием, в ущерб снабжения северных штатов. Зимой 1861 года Флойд в Вашингтоне был обвинён в коррупции. При его работе на посту военного министра в южные штаты оказалось поставлено 113 тысяч, и только на протяжении 1860 года 870 тысяч долларов было распределено на военные нужды южных штатов. Флойд был вызван на судебное заседание в Вашингтон, но в январе 1861 года был оправдан.

### В армии Конфедерации
Когда в США началась Гражданская война, Флойд сразу вернулся в Вирджинию и примкнул к южанам. Президент Конфедеративных Штатов Америки Джефферсон Дэвис назначил его командиром бригады в армии Конфедерации 23 мая 1861 года. Флойд с бригадой участвовал в локальных сражениях при англ. Cross Lanes, англ. Carnifix Ferry (10 сентября 1861 года) и англ. Gauley Bridge. В декабре 1861 года бригада Флойда была передана в распоряжение генерала Альберта Джонстона в Теннеси. Бригада Флойда приняла участие сражении за форт Донелсон в феврале 1862 года, в поражении в которой для конфедератов он был признан частично виновным. Через две недели 11 марта 1862 года президент Конфедерации отстранил Флойда от командования бригадой.
Несмотря на это, он продолжил участие в войне, став позже руководителем ополчения южан, осуществлявших нападения на войска северян и нарушавших их коммуникации. Здоровье Флойда оказалось подорвано неудачами, и он умер возле Абингдона в Вирджинии 26 августа 1863 года.